# 데야마 신호장
데야마 신호장(일본어: 出山信号場)은 일본 가나가와현 아시가라시모군 하코네정에 위치한 하코네 등산 철도 철도선의 신호장이다.

## 역사
- 1919년 6월 1일: 오다와라 전기 철도 철도선 개통 시에 개업.

## 개요
두단식 승강장 2선의 구조를 가진 교행이나 스위치백을 위한 신호장. 낮에는 전 열차, 본 신호장에서 열차 교환을 실시한다.
또한, 하코네 등산 철도의 표시 간판이나 팜플렛에서는 각 역・신호장의 표고가 제시되고 예전에 234m로 표기되었으나 2013년 재고 조사에서 222m로 정정되었다.

## 인접역
| 하코네 등산 철도 철도선      | 하코네 등산 철도 철도선 | 하코네 등산 철도 철도선    |
| ---------------------------- | ----------------------- | -------------------------- |
| OH 52 도노사와 오다와라 방면 |                         | 오히라다이 OH 53 고라 방면 |